# Matthias Ringmann
Matthias Ringmann (Eichhoffen, 1482 – Sélestat, 1º agosto 1511) è stato un cartografo e umanista tedesco.
Fu anche colui che suggerì il nome "America" al cartografo Martin Waldseemüller.

## Biografia

### Gli anni della formazione
Nacque a Eichhoffen, in Alsazia, in data incerta, forse nel 1482. Ringmann è noto anche con lo pseudonimo di Philesius Vogesigena. Fu anche maestro e descritto spesso come poeta.
Iniziò i suoi studi a Sélestat, probabilmente alla scuola latina fondata da Ludwig Dringenberg, il padre dell'Umanesimo alsaziano. Passò in seguito all'Università di Heidelberg dove studiò teologia e matematica. Fra gli incontri significativi di quegli anni, si ricordano quelli con altri umanisti alsaziani, come il sacerdote Jakob Wimpheling e il certosino Gregor Reisch, che lavorava all'epoca alla sua enciclopedia Margarita philosophica.
A Parigi apprese il greco antico e seguì i corsi di Faustus Andrelinus, «poète du roi» e fine conoscitore di Erasmo da Rotterdam. Studiò anche la cosmografia, la filosofia e ancora la matematica presso l'erudito teologo Jacques Lefèvre d'Étaples.

### Il ritorno in Alsazia
Nel 1503 lasciò Parigi per l'Alsazia, dove ritrova Wimpheling, ritornato in patria. Appassionato di pedagogia, avrebbe voluto fondare una sua scuola innovatrice sul modello di quella di Sélestat, ma il progetto si arenò due volte.
Stabilitosi a Strasburgo, con Basilea uno dei grandi centri della stampa in Europa del tempo, Ringmann iniziò a lavorare come correttore presso una stamperia.
Al ritorno del suo terzo viaggio (1501-1502) Amerigo Vespucci inviò il resoconto della sua spedizione a Lorenzo di Pier Francesco de' Medici. Questa lettera di alcune pagine, divenne fonte di studio per Mathias Ringmann che nel 1505 la pubblicò in latino presso Mathias Hupfuff a Strasburgo con il titolo De Ora Antarctica e fece precedere il testo di Vespucci da un piccolo poema geografico e umoristico di ventidue versi del quale fu l'autore. Compiaciuto, il canonico di Saint-Dié-des-Vosges Vautrin Lud ne trascrisse una parte nel suo Speculi Orbis... Declaratio e persuase Ringmann ad accompagnarlo nei Vosgi.
Prima di partire terminò il lavoro in corso per Jean Grüninger, una traduzione in tedesco delle opere di Giulio Cesare, con il titolo Julius der erst römisch Keiser von seinem Leben und Krieg, erstmals uss dem Latein in Tütsch gebracht und mit andrer Ordnung der Capittel und uil zusetz nüw getruckt.
Spostatosi a Saint-Dié incontrò il cartografo Martin Waldseemüller, che vi si era già stabilito da qualche tempo.
Nel novembre del 1505 Ringmann è per la prima volta in Italia, dove a Carpi incontra Gianfrancesco Pico della Mirandola, nipote di Giovanni Pico, da questa località, l'umanista alsaziano prosegue probabilmente verso Firenze dove egli poté istruirsi sulle esplorazioni in terre e mari occidentali da poco scoperte, note come Nuovo Mondo, ovvero le attuali Americhe e dove si convinse che l'esploratore Amerigo Vespucci fosse il vero autore del disvelamento del Nuovo Mondo. (Claudio Piani, Diego Baratono)

### Il Gymnase Vosgien e laCosmographiae Introductio
Vautrin Lud pensò che fosse giunto il momento di una riedizione della Geografia di Tolomeo che prevedesse le più recenti scoperte geografiche. Per questo Ringmann, che ormai si faceva chiamare Philesius Vogesigena, si aggregò al Gymnase Vosgien, un piccolo gruppo d'eruditi che operavano all'interno del capitolo del monastero di San Deodato (oggi Saint-Dié) collegio di canonici agostiniani sottoposti alla prelatura della Santa Sede, e che contava tra i suoi membri Nicolas Lud, il cartografo Martin Waldseemüller.
Il 25 aprile 1507 il gruppo edita la Cosmographiae Introductio, opera che comprendeva una grande carta del mondo, l'Universalis Cosmographia, disegnata da Waldseemüller.
Fu la prima volta in cui la parola America apparve su stampa. Waldseemüller corresse l'errore nelle seguenti edizioni e chiamò il Sud America Terra Nova, ma il nome America era ormai entrato nell'uso comune.
Con Martin Waldseemüller, lavorò a una nuova edizione in latino i trattati di geografia di Tolomeo. Waldseemüller si occupava delle mappe mentre Ringmann si interessava delle traduzioni e della prefazione. Ringmann è anche tra i maggiori candidati come autore dell'introduzione della Grande Mappa di Waldseemüller e del mappamondo che molti storici attribuiscono al lavoro dello stesso Waldseemüller.
Ringmann ebbe accesso a documenti riservati di Vespucci scritti in italiano approvati e sottoscritti tramite rogito notarile della Camera Apostolica (Patrizia Licini) .  Ringmann insieme a Waldseemüller così scrisse:
Ringmann corresse i testi delle edizioni latine della Geografia di Tolomeo pubblicati precedentemente a Roma e a Ulm, usando un manoscritto greco preso in prestito dall'Italia il Codex Vaticanus Graecorum 191 mentre Waldseemüller curò le mappe tolemaiche e ne aggiunse una ventina. Il risultato può essere considerato come il "primo atlante moderno del mondo".

### Grammatica Figurata

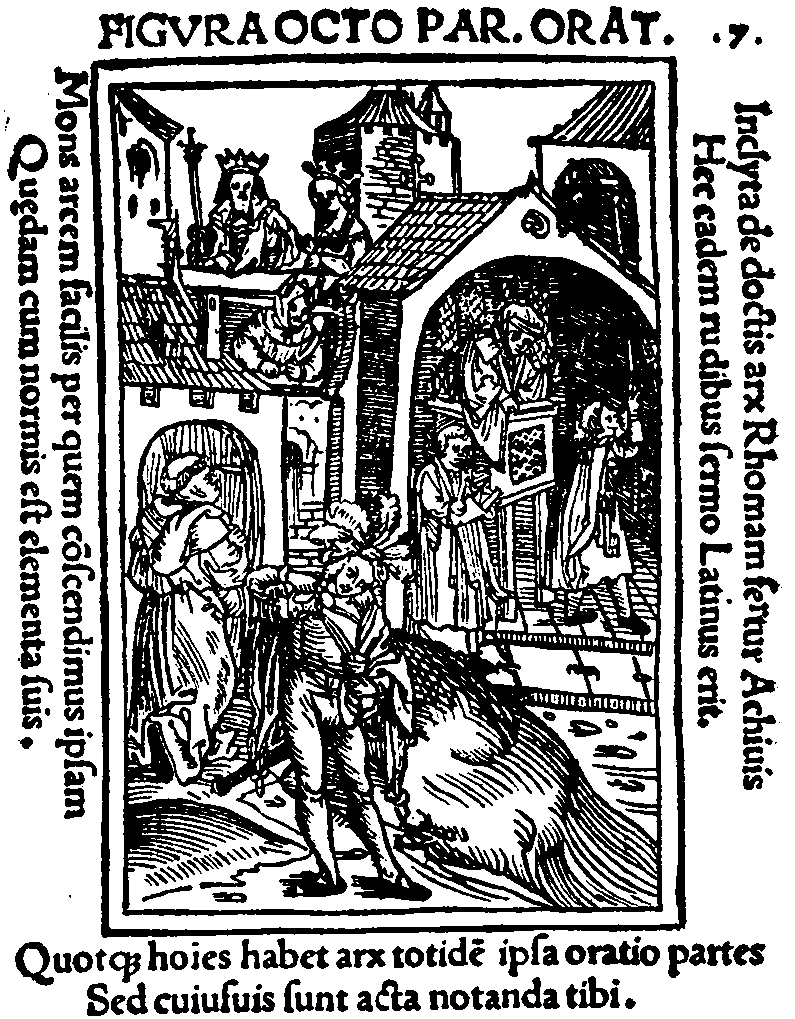
Grammatica Figurata (1509).

Pedagogo nell'anima, oltre al già citato tentativo di creare una scuola e l'aver concepito una raccolta di esercizi, influenzato dal suo illustre professore Jacques Lefèvre d'Étaples, Matthias Ringmann elaborò una grammatica latina illustrata destinata agli scolari della diocesi di Toul, guidata da Hugues des Hazards, vescovo di Toul. L'iniziativa venne da Vautrin Lud che volle creare diversivo per un suo amico, sempre assorto nei suoi testi greci. È sempre il canonico che lo spinse per l'idea di un gioco pedagogico. Ringmann si occupò di sviluppare l'idea di un gioco di carte unendo l'utile al dilettevole.
Lo storico Albert Ronsin vi vide l'influenza del teologo e umanista alsaziano Thomas Murner, per l'appunto dell'autore di un altro «chartiludium». L'universitario americano Kenneth Mayer dell'Università del Wisconsin pensa che si trattasse dell'illustrazioni dell'Ars Minor del grammatico latino Elio Donato, che già divise le spiegazioni in 8 classi di motti. Di questo avviso è anche Irene Mittelberg, professoressa di linguistica alla Cornell University, che passa in rassegna numerosi esempi di come la rappresentazione visuale per l'insegnamento non era una scelta innovativa.
Composto di 32 carte, illustrate con 93 incisioni su legno, la Grammatica Figurata è scritta in latino e Ringmann la pubblicò a Saint-Dié nel 1509, sotto lo pseudonimo di Philesius Vogesigena. La grammatica latina è semplificata con l'intento di permettere una facile acquisizione delle nozioni fondamentali grazie all'aiuto delle carte. Il gioco consisteva in 60 domande e altrettante risposte. Ciascuna delle otto parti delle spiegazioni era personificata: il pronome era rappresentato da un vicario, l'avverbio dalla regina, l'interiezione dal folle, e così di seguito. Un posto speciale era riservato al re, che rappresentava il verbo: « Rex verbum designat agens patiensque inimicos nonnunque neutrum pace vigente gerens ».
L'opuscolo è dedicato al vescovo di Toul, e sull'incisione che illustra la conclusione è degno di nota un angelo che porta sulla sinistra il blasone di Vautrin Lud e sulla destra gli stemmi di Eichhoffen databili al 1097, ovvero foglie di quercia e tre ghiande che simboleggiavano il villaggio natale di Ringmann. I colophon rendono esplicitamente omaggio alla città di Saint-Dié: « Il est dans les Vosges un lieu connu du monde entier, ayant pour nom ton propre nom ô Saint-Dié. C'est là que Gauthier Lud, et Ringmann lui-même ont imprimé ces éléments en admirables caractères ».
Il metodo pedagogico non conosce il successo sperato, ma la Grammatica Figurata tuttavia scampa alla distruzione e all'oblio. Alcuni rari esemplari originali sono conservati a Strasburgo, Monaco di Baviera, Vienna e Praga. Una copia della Grammatica figurata fu ritrovata e ristampata nel 1905.

### Sulle tracce di Tolomeo
In contemporanea al suo lavoro presso il Gymnase Vosgien, Ringmann continuò le sue ricerche presso i Domenicani di Basilea. In questa città fece qualche corso di cosmografia nel 1508 e lavorò su diverse traduzioni.
Si recò per la seconda volta in Italia e incontrò presso Ferrara il poeta e archeologo Lilio Gregorio Giraldi, che gli procurò utili informazioni sul sistema della numerazione greca. In seguito si recò nella cittadina di Novi Ligure dove incontrò per la seconda volta, a distanza di tre anni, l'amico umanista Gianfrancesco Pico della Mirandola il quale gli prestò un libro in greco di cosmografia Tolomeo.

### L'orazione funebre di René II

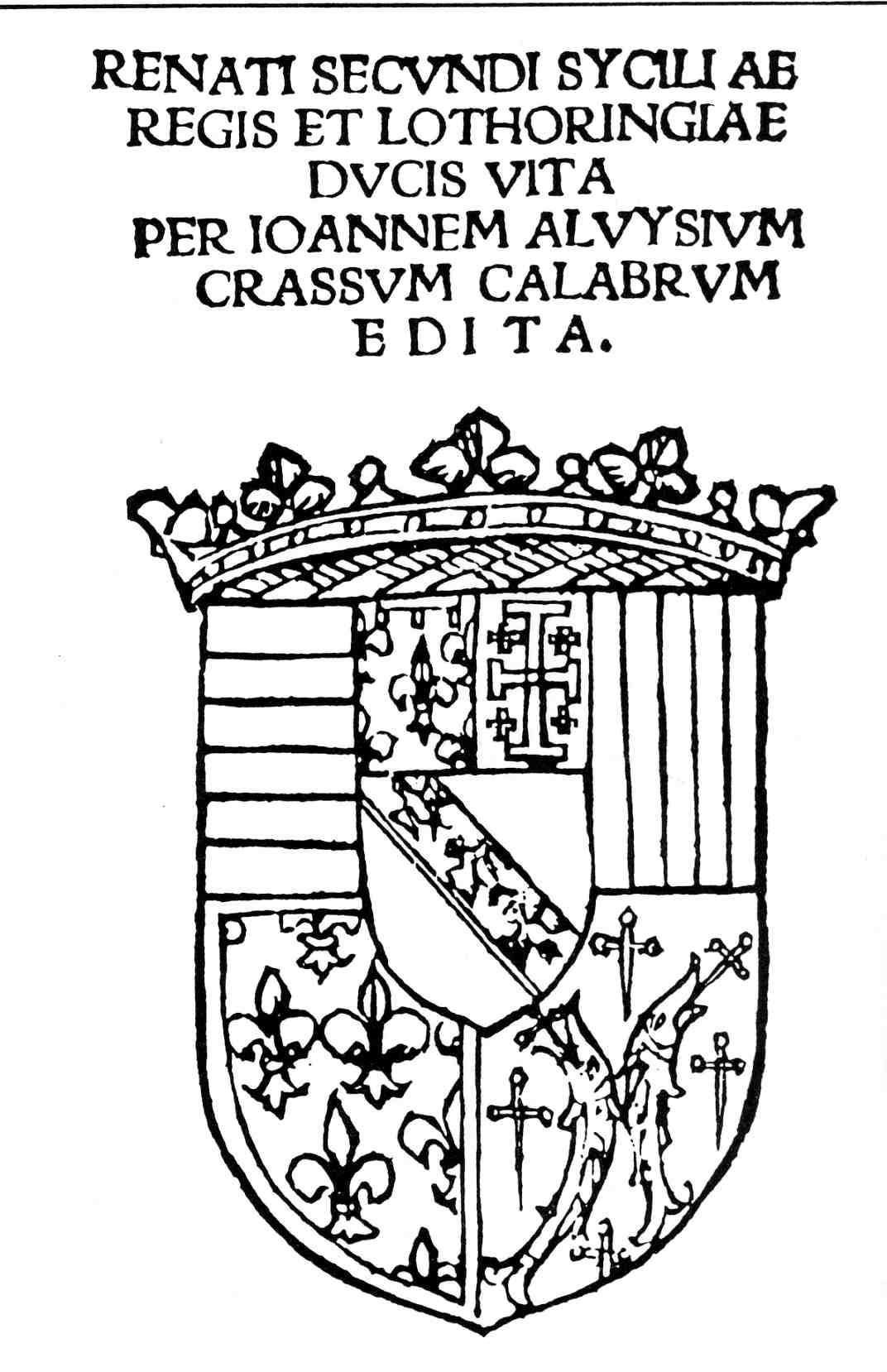
Orazione funebre di René II di Jean Loys (1510)

Nel 1510, sempre a Saint-Dié, Ringmann diede alle stampe un piccolo libriccino di sei pagine scritte da Jean Loys, noto anche come Aloisius Crassus Calaber, su domanda del canonico André de Reynette, vicino alla famiglia dei Lud. Intitolato Renati Secundi Syciliae Regis et Lothoringiae Ducis Vita per Ioannem Aluysium Crassum Calabrum edita, questo testo è l'elogio funebre del duca di Lorena Renato II, morto nel 1508 e del quale Loys era uno dei segretari. Ringmann stesso ne scrisse la dedica.
Indebolito dal 1509 dalla tubercolosi che lo affliggeva, dovette rallentare il ritmo del suo lavoro, ma all'inizio del 1511 si reca a Nancy, dove il duca Antonio di Lorena gli domanda di stampare a Saint-Dié il libro primo del Liber Nanceidos, che Pierre de Blarru volle redigere per la gloria di Renato II.

### Una fine prematura
Ringmann morì improvvisamente a Sélestat il 1º agosto 1511, alla giovane età di 29 anni, e fu Jean Basin de Sandaucourt che si occupò della sepoltura.
Il Gymnase Vosgien si vide privato di uno dei suoi membri più talentuosi, e lo stesso Vautrin Lud si dovette confrontare con delle difficoltà finanziarie.
Ringmann aveva ancora avuto il tempo di terminare di redigere il libretto esplicativo che accompagnava la carta dell'Europa, la Carta Itineraria Europae, concepita da Waldseemüller. Questo libretto, stampato nel 1511, s'intitolava Instructio manuductionem prestans in cartam itinerariam martini hilacomil ipsuus europae.
Un'altra opera era in lavorazione al momento della sua scomparsa. Per volere di Lud, con la collaborazione di Waldseemüller che si occupò delle carte, Matthias Ringmann lavorava dal 1506 sulla nomenclatura della Geografia di Tolomeo. Quando quest'opera fu stampata da Jean Schott a Strasburgo nel 1513 con il titolo Claudii Ptolemei Viri Alexandrini. Mathematicae disciplinae Philosophi doctissimi Geographiae opus novissima Traductione e Grecorum archetypis castigatissime pressum: caeteris ante lucubratorum multro praestantius, il suo nome non fu menzionato, come quello dei suoi collaboratori.

### Il retaggio
Nel 1911, nell'anniversario del quarto centenario della morte di Matthias Ringmann, furono organizzate grandi feste franco-americane a Saint-Dié. La formula «Saint-Dié, marraine de l'Amérique/Saint-Dié, madrina dell'America» divenne un genuino slogan e una placca commemorativa venne apposta sull'edificio detto dell'America costruito nel luogo in cui sorgeva l'antica stamperia del Gymnase Vosgien.
Questo edificio fu distrutto nel 1944, e la placca di marmo scampata alle fiamme è attualmente conservata presso il Museo Pierre-Noël di Saint-Dié-des-Vosges.

## Opere
- (LA) Martin Waldseemüller e Matthias Ringmann, Cosmographiae Introductio, Saint-Dié-des-Vosges, 1507.
- (DE) Giulio Cesare, Julius der erst römisch Keiser von seinem Leben und Krieg, erstmals uss dem Latein in Tütsch gebracht und mit andrer Ordnung der Capittel und uil zusetz nüw getruckt, traduzione di Matthias Ringmann, Strasburgo, Durch Joannem Grüninger, 1508.
- Matthias Ringmann, Grammatica Figurata, Saint-Dié-des-Vosges, 1509.
- (LA) Martin Waldseemüller e Matthias Ringmann, Clavdii Ptolemei Viri Alexandrini... Geographie Opus Novissima Traductione E Grecorum Archetypis Castigatissime Pressum, strasburgo, Johann Schott, 1520.